# Salonorchester Cappuccino

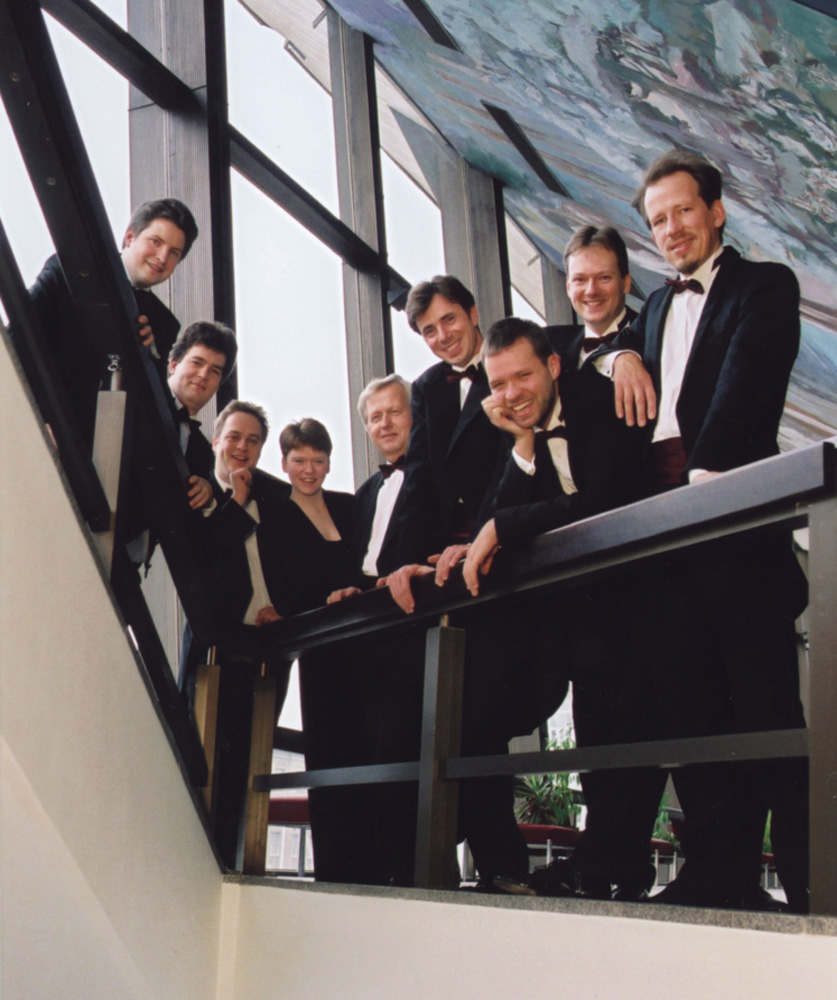
Das Salonorchester Cappuccino
im Gewandhaus Leipzig

Das Salonorchester Cappuccino ist ein 1989 in Leipzig gegründetes Ensemble, das sich der Pflege der Salonmusik als Form der gehobenen Unterhaltungsmusik widmet.

## Geschichte
Im Jahre 1989 fanden sich an der Hochschule für Musik in Leipzig einige Studenten bei einem Fest zum Musizieren zusammen. Ihr gemeinsames Faible für Salon- und Kaffeehausmusik hielt sie länger zusammen, und es kam mit einem ihrer Lehrer zur Gründung eines Ensembles, das sich diesem Genre widmen wollte. Wegen des Bezugs zum Kaffeehaus wählte man den Namen „Salonorchester Cappuccino“. Sein Leiter ist der Geiger Albrecht Winter.
Nach anfänglich sporadischen Auftritten bei privaten Feiern folgten bald öffentliche Konzerte und schließlich ab 1995 eine regelmäßige Konzertreihe unter dem Titel „Das gibt’s nur einmal“, benannt nach dem Filmschlager von Werner Richard Heymann, der zum Ende jedes dieser Konzerte erklingt. Anfangs fanden die Konzerte in der Alten Handelsbörse Leipzig statt. Aus Platzmangel wurde 1999 der Umzug in den Mendelssohn-Saal des Gewandhauses nötig. Inzwischen ist die Konzertreihe mit sechs Konzerten pro Saison ein fester Bestandteil des Abonnementangebots des Gewandhauses Leipzig. Sie musste wegen der starken Nachfrage auf zwei Termine pro Konzert erweitert werden.
Inzwischen sitzen die meisten der damaligen Studenten in den verschiedensten Orchestern oder lehren an Musikhochschulen. Gern treffen sie sich aber zu den Leipziger Konzerten oder zu Konzertreisen, wie zu klassischen Musikfestivals im Sommer 2009 nach Würzburg und nach Ludwigsburg oder zum Altenburger Musikfestival sowie zu den Walkenrieder Kreuzgangkonzerten.

## Repertoire
Das Repertoire des Salonorchesters Cappuccino ist sehr vielseitig. Es umfasst nicht nur die beliebten Melodien der Wiener Operette oder des deutschen Filmschlagers sowie die Charakterstücke der Kaffeehausmusik. Es reicht einerseits von seltener gespielten Bearbeitungen „seriöser Klassik“ und Opernquerschnitten bis zu eher swingigen Rhythmen amerikanisch geprägter Tanzmusik der 1920er Jahre, von Musicals bis zu Titeln der Unterhaltungsorchester nach dem Zweiten Weltkrieg. Gesangseinlagen des Leiters gehören ab und an ebenfalls dazu.
Die Konzerte, insbesondere jene der Reihe „Das gibt’s nur einmal“ stehen jeweils unter einem bestimmten Thema. Geografische Regionen, Jahreszeiten, Jubiläen, und manch andere Anlässe und Gegebenheiten können dabei die Auswahl bestimmen. Komponistenporträts werden unter dem Titel „Zum Fünf-Uhr-Tee bei …“ geboten. Dabei werden aber nicht nur Stücke der Bezugsperson gespielt, sondern auch Bezüge zu Vorgängern und Zeitgenossen hergestellt. Wiederholungen von Titeln früherer Konzerte kommen nicht vor.
Ein Markenzeichen der „Cappuccino-Konzerte“ ist aber besonders die informative, geistreiche und unterhaltsame Conférence Albrecht Winters.

## Besetzung
| 1. Violine und Leitung: | Albrecht Winter (Professur an der Musikhochschule Köln/Wuppertal)                                  |
| 2. Violine:             | Eva Heinig (Orchester der Musikalischen Komödie Leipzig)                                           |
| Violoncello:            | Hartmut Becker (freischaffend)                                                                     |
| Kontrabass:             | Felix Raddatz (Thüringen Philharmonie Gotha-Suhl) / Claus-Peter Nebelung (Staatskapelle Halle)     |
| Flöte / Saxophon:       | Thomas Reimann (Orchester der Musikalischen Komödie Leipzig)                                       |
| Oboe:                   | Pawel Kondakow (Hofer Symphoniker) / Klaus-Peter Voß (Staatskapelle Halle)                         |
| Klarinette:             | Marco Thomas (Professur an der Hochschule für Künste Bremen) / Jan Doormann (Staatskapelle Weimar) |
| Posaune:                | Tobias Hasselt (Gewandhausorchester Leipzig)                                                       |
| Klavier:                | Horst Singer (Professur an der Hochschule für Musik Leipzig)                                       |

(Stand: März 2021)

## Diskografie
- 1998: Das gibt’s nur einmal
- 2003: Grüß mir mein Wien (mit Regina Werner, Gesang)
- 2009: Wieso ist der Walter so klug für sein Alter